# Phryneta leprosa
Phryneta leprosa este o specie de coleoptere din familia Cerambycidae. Denumirea științifică a speciei a fost publicată pentru prima dată în 1775 de Johan Christian Fabricius.
Exemplare din această specie au fost identificate în următoarele țări din Africa Centrală:
- Angola
- Benin
- Ghana
- Sierra Leone